# Indigofera holubii
Indigofera holubii är en ärtväxtart som beskrevs av Nicholas Edward Brown. Indigofera holubii ingår i släktet indigosläktet, och familjen ärtväxter. Inga underarter finns listade i Catalogue of Life.